# Златна јабука и девет пауница (филм)
„Златна јабука и девет пауница” је југословенски ТВ филм из 1987. године емитован у два дела од по 30 минута. Режирао га је Александар Јевђевић, а сценарио је написала Љиљана Зуровац. Филм је снимљен у спомен двестоте годишњице рођења Вука Стефановића Караџића који је записао ову српску народну бајку.

## Улоге
| Глумац               | Улога                                  |
| -------------------- | -------------------------------------- |
| Ђорђе Николић        | најмлађи царевић царства Златне јабуке |
| Сњежана Перковић     | Пауница                                |
| Весна Машић          | царица царства Бисерног/вештица        |
| Руди Алвађ           | старац/чаробњак                        |
| Сенад Башић          | средњи царевић                         |
| Рејхан Демирџић      | цар царства Златне јабуке              |
| Слађана Букејловић   | принцеза царства Бисерног              |
| Александар Сибиновић | слуга најмлаћег царевића               |
| Небојша Вељовић      | најстарији царевић                     |